# Carlo Mongardini
Carlo Mongardini (Roma, 23 ottobre 1938 – Grottaferrata, 19 luglio 2021) è stato un sociologo e scrittore italiano, professore emerito di Scienze Politiche presso La Sapienza di Roma.

## Opere letterarie
- Carlo Mongardini, Pensare la politica, Bulzoni, 2012, ISBN 88-78-70616-7.

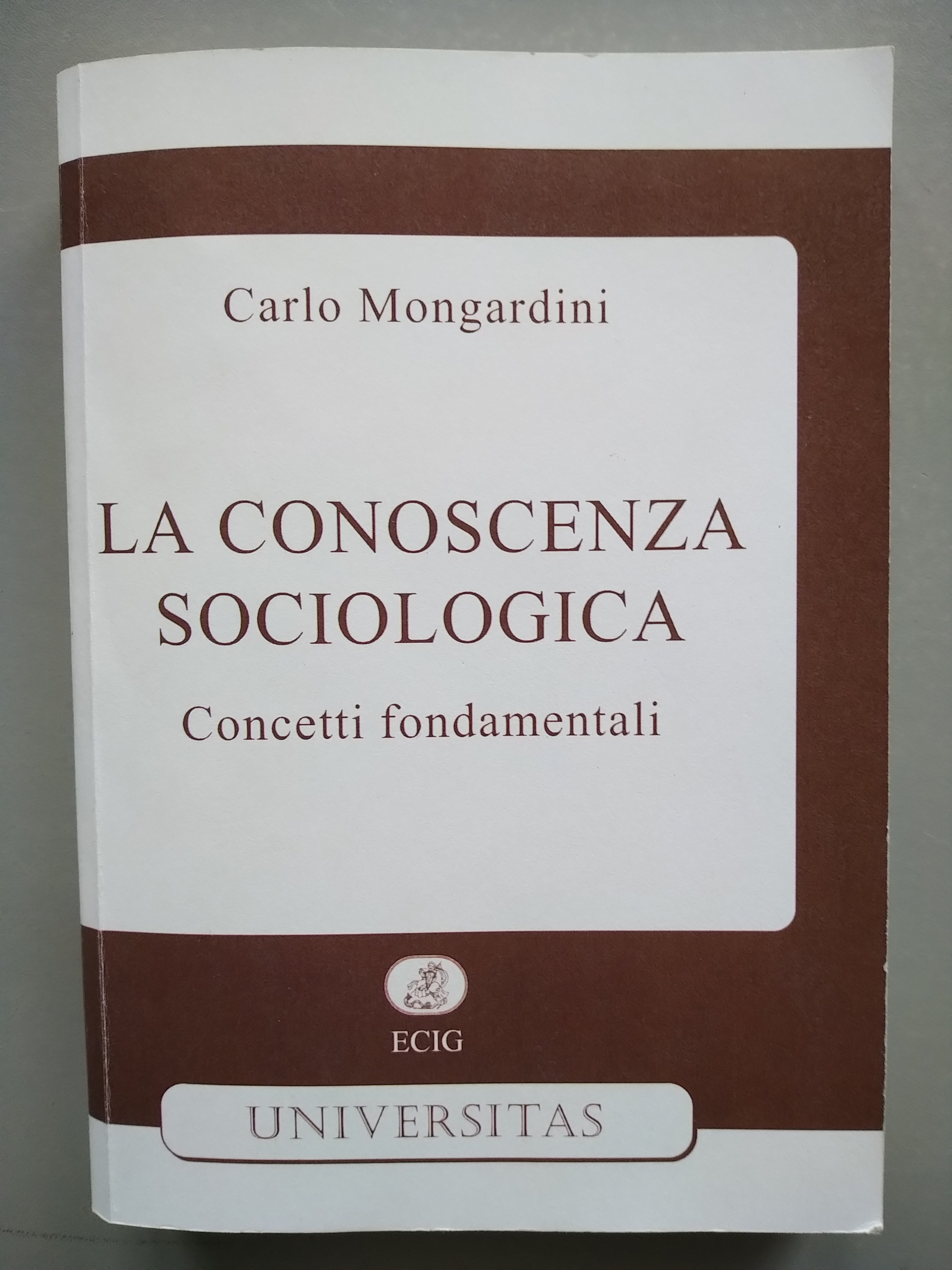
"La conoscenza sociologica. Concetti fondamentali"

- Carlo Mongardini, Elementi di sociologia. Temi e idee per il XXI secolo, McGraw-Hill Education, 2011, ISBN 88-38-66490-0.
- Carlo Mongardini, Saggio sul gioco, Franco Angeli, 2009, ISBN 88-20-49846-4.
- Carlo Mongardini, La società del nuovo capitalismo. Un profilo sociologico, Bulzoni, 2007, ISBN 88-78-70232-3.
- Carlo Mongardini, La conoscenza sociologica. Concetti fondamentali, ECIG, 2001, ISBN 88-75-45921-5.
- Carlo Mongardini, Forme e formule della rappresentanza politica, Franco Angeli, 1994, ISBN 88-20-48674-1.
- Carlo Mongardini, Appunti e materiali per una introduzione alla Sociologia, Pragma, 1972.